# Gelegenheitsmusik
Gelegenheitsmusik oder auch Kasualmusik nennt man Musik, die für einen bestimmten Anlass komponiert und meist nur einmal aufgeführt wird, ähnlich wie Gelegenheitsdichtung zu einem bestimmten Zweck verfasst oder vorgetragen wird.

## Geschichte
Fast alle Musik bis zum Ende des 18. Jahrhunderts war Gelegenheitsmusik, wurde also für einen bestimmten öffentlichen oder privaten Zweck und für bestimmte Ausführende komponiert, wie etwa zu liturgischen Anlässen, Hochzeiten oder Festen. Eine besondere Ehre für Musiker war es etwa, zu der Gelegenheit eines höfischen Anlasses wie zur Feier einer siegreichen Schlacht oder zu einer Fürstenhochzeit ein neues Werk darzubieten.
Seit dem späteren 18. Jahrhundert, als sich ein musikalisches Repertoire zu bilden begann und das Bildungsbürgertum erstarkte, wurde im Gegenteil Musik, die die Zeiten überdauert, zum Ideal der Kunstmusik. Die oft weniger dauerhafte Gelegenheitsmusik schien einen geringeren Stellenwert zu besitzen.
Die Gelegenheit der Uraufführung wird in den gedruckten Ausgaben vieler Werke seither seltener erwähnt, außer es handelte sich um Tanzmusik oder Salonmusik. In der Unterhaltungsmusik bildete sich auch ein Repertoire von Musik für spezifische Gelegenheiten aus.

## Politische Konnotationen
Ab dem 19. Jahrhundert gewann Musik an Bedeutung, die „um ihrer selbst willen“ komponiert wurde, was autonome Musik genannt wurde. Der Komponist Richard Wagner beklagte als Anhänger der 1848er-Revolution diese Ablösung des Konzertwesens vom gesellschaftlichen Kontext und prägte dafür den Begriff Absolute Musik, was von ihm negativ gemeint war.
Der Kritiker und Musikwissenschaftler Eduard Hanslick gebrauchte den Ausdruck Gelegenheitsmusik speziell für politische Musik, von der er sich nach den Ereignissen von 1848 distanziert hatte.
In den 1920er Jahren wurde die Gelegenheitsmusik unter dem Begriff Gebrauchsmusik erneut aufgewertet und geriet zehn Jahre später wiederum ins Fahrwasser der politischen Instrumentalisierung.
Wenn Musik nach den Aufführungsgelegenheiten klassifiziert wird, spricht man von funktionaler Musik.